# Eli Matheson
Eli Matheson (Lithgow, 12 de julho de 1983) é um jogador de hóquei sobre a grama australiano que já atuou pela seleção de seu país.

## Olimpíadas de 2008
Nos Jogos de Pequim de 2008, Eli e seus companheiros conseguiram classificar a seleção australiana para as semifinais após terminar a fase de grupos do torneio na segunda colocação. Mas a Austrália não avançou para a disputa do ouro, pois foi derrotada por 3 a 2 para a Espanha. Na disputa do terceiro lugar, a equipe de Eli goleou os Países Baixos por 6 a 2, conquistando assim a medalha de bronze.